# João Eladas
João Eladas (em latim: Ἰωάννης ὁ Ἐλαδᾶς; m. 914) foi um membro sênior da corte bizantino dos século IX e X, ativo durante o reinado dos imperadores Leão VI, o Sábio (r. 886–912), Alexandre (r. 912–913) e Constantino VII Porfirogênito (r. 913–959). Sob Leão VI, aparece pela primeira como um patrício enviado em missão aos temas europeus. Sob Alexandre, recebeu a posição de magistro e foi nomeado para o conselho de regência do jovem Constantino VII.
Nessa posição, Eladas tornar-se-ia famoso por ter confrontado com sucesso a conspiração do general Constantino Ducas, ao conseguir armar a guarda palaciana e os remadores da frota imperial. Em agosto de 813, Eladas participou da recepção dos filhos do imperador búlgaro Simeão I da Bulgária (r. 893–927) no Palácio de Blaquerna e mais adiante, em 14 de maio de 914, com ajuda de Estêvão, depôs do conselho o patriarca Nicolau Místico (r. 901-906; 912-925), substituindo-o pela imperatriz viúva Zoé Carbonopsina (r. 906–912). Faleceria tempos depois em decorrência de uma doença.

## Biografia

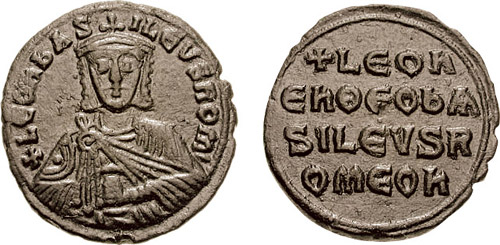
Fólis de r.

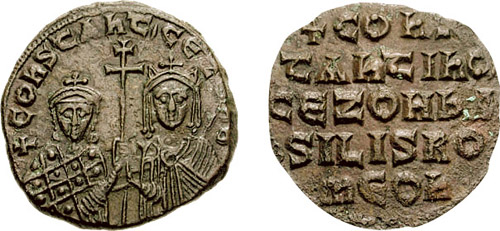
Fólis de r. com sua mãe Zoé Carbonopsina r.

João Eladas é mencionado pela primeira vez durante o reinado de Leão VI, o Sábio (r. 886–912), quando manteve o título de patrício e recebeu a missão de coletar dinheiro (possivelmente em troca de serviço militar comunitário) dos temas europeus. Sob o irmão e sucessor de Leão VI, Alexandre (r. 912–913), ele portou o título supremo não-imperial de magistro, embora já poderia tê-lo recebido desde o reinado anterior.
Em junho de 913, pouco antes de sua morte, Alexandre nomeou-o como guardião e membro de um conselho de regência para o infante de Leão, Constantino VII Porfirogênito (r. 913–959), junto com o patriarca Nicolau Místico (r. 901-906; 912-925), o magistro Estêvão, o reitor João Lazanes e os obscuros Eutímio e os escudeiros de Alexandre, Basilitzes e Gabrielópulo. Nesta capacidade, Eladas foi instrumental em derrotar a tentativa de golpe do general Constantino Ducas, ao mobilizar a guarda palaciana e armas os remadores da frota imperial. As forças de Elaia confrontaram os apoiantes do rebelde no Portão Calce, e no confronte que se seguiu, Constantino Ducas foi morto.
Em agosto de 913, junto com seus colegas da regência, o patriarca Nicolau Místico e o magistro Estêvão, ele recebeu os filhos do imperador búlgaro Simeão I da Bulgária (r. 893–927) no Palácio de Blaquerna. Tanto Eladas quanto Estêvão logo começaram a opor-se a dominância do patriarca no conselho da regência, acarretando, em 14 de março, sua deposição e a ascensão da regência da viúva de Leão, Zoé Carbonopsina (r. 906–912). Sob conselho de Eladas, ela removeu os escudeiros de Alexandre do conselho. Contudo, o próprio Eladas adoeceu logo depois, e retirou-se do Grande Palácio de Constantinopla para o de Blaquerna, onde morreu.